# Algodoo
Algodoo — комп'ютерна програма для демонстрації законів фізики. Дозволяє створювати тверді тіла, воду, зубчаті колеса, пружини, мотузки та ланцюги, осі обертання, взаємодію між тілами (тяжіння/відштовхування), реактивний рух. Також в можливостях програми симулювати хід лазерних променів через поверхні з різними показниками заломлення та будувати двовимірні графіки залежностей різних фізичних величин для певного об'єкту.

## Історія
Спочатку гра йменувалась Phun і була розроблена шведським студентом Емілем Ернерфельдтом (Emil Ernerfeldt) в рамках його роботи на отримання титулу магістра наук при факультеті інформатики університету Умео. Являла собою графічний анімаційний редактор, заснований на технології XML, що дозволяв створювати об’єкти „на льоту“, які відразу починають підкорятися законам фізики. З 15 травня 2008 року права на розробку і розповсюдження гри належать фірмі Algoryx Simulation, заснованої співробітниками факультету.
19 серпня 2008 року  Крейг Барретт, голова корпорації Intel, представив Phun на конференції Intel Developer Forum 2008 у Сан-Франциско.
31 серпня 2009 року програму було випущенно під назвою Algodoo.

## Про гру
Увага  в ігрі можна створювати не тільки механізми ай машини,будинки тощо іще її може грати дитина,і дорослі розробник цієї гри algoryx simulator  